# Magnus Anbo
Magnus Anbo Clausen (født 18. september 2000) er en dansk tidligere fodboldspiller, der sidst spillede for islandske Stjarnan, hvortil han var udlejet fra AGF.

## Klubkarriere
Anbo Clausen spillede i Vejlby-Risskov Idrætsklub (VRI), som er en af AGF's samarbejdsklubber, inden han i 2015 skiftede til AGF.

### AGF
Han fik sin førsteholdsdebut for AGF den 26. september 2018 i DBU Pokalen, da han erstattede Dino Mikanović efter 67 minutter i en 1-5-sejr ude over Aarhus Fremad.
I slutningen af januar 2019 skrev Anbo under på en forlængelse af kontrakten for et halvt år, således parterne havde papir på hinanden frem til sommeren 2019. Da Dino Mikanović forlod AGF i vinterpausen 2019, blev det den 19. februar 2019 offentliggjort, at Anbo permanent blev en del af AGF's førsteholdstrup. I samme ombæring offentliggjordes det, at han havde skrevet under på en fuldtidskontrakt, der havde en varighed frem til sommeren 2021. AGF's sportschef Peter Christiansen udtalte i den forbindelse, at "Anbo er kommet lidt fra baghjul og har derfor hele tiden skullet kæmpe hårdt for at bide sig fast. Men vedholdenhed og hårdt arbejde belønner sig, og at han havde præsteret godt på vinterens træningslejr.
Selvom Mikanović havde forladt højre back-positionen, var han dog alligevel andetvalg herpå, da Alexander Munksgaard var førstevalg i foråret 2019.Den 15. april 2019 fik Anbo sin debut i Superligaen i en kamp mod SønderjyskE. Han startede inde og spillede alle 90 minutter i en 0-1-sejr ude.
Kontrakten blev i foråret forlænget, så den løb frem til sommeren 2022, men samtidig blev Anbo udlejet til islandske Stjarnan for en kortere periode.
Efter lejeopholdet afslutning valgte Anbo at indstille sin fodboldkarriere, og han blev enig med AGF om en ophævelse af kontrakten.